# Часовня (Хаврогорское сельское поселение, Чёлмохта)
Часовня — деревня в Холмогорском районе Архангельской области.

## География
Находится в центральной части Архангельской области на расстоянии приблизительно 63 км на юг по прямой от районного центра села Холмогоры на правобережье реки Северная Двина.

## История
В 1859 году здесь (тогда деревня Холмогорского уезда Архангельской губернии) было учтено 7 дворов, в 1905 — 9. До 2022 года входила в Хаврогорское сельское поселение  до его упразднения. Деревня входит в куст деревень с общим названием Чёлмохта.

## Население
Численность населения: 47 человек (1859 год), 48 (1905), 0 в 2010.